# 二硒化钽
二硒化钽是一种无机化合物，化学式为TaSe2。它可由钽和硒按化学计量比在750 °C反应制得，或通过五氯化钽和硒的反应得到。它比二硒化钨在空气中更容易氧化。